# ألفريد موريس دي زاياس
ألفريد موريس دي زاياس (ولد في 31 مايو من عام 1947) هو صحفي وكاتب وناشط في مجال حقوق الإنسان والقانون الدولي أمريكي مولود في كوبا. شغل منذ 1 مايو 2012 حتى 30 أبريل 2018 منصب خبير الأمم المتحدة المستقل في نشر الديمقراطية ونظام دولي عادل، وعين في ذلك المنصب من قبل مجلس حقوق الإنسان التابع للأمم المتحدة.

## نشأته
ولد دي زاياس في هافانا، كوبا، وكبر في شيكاغو، إيلينويس (في الولايات المتحدة). ونال درجة دكتوراه في القانون من كلية القانون في جامعة هارفارد، ومن ثم نال دكتوراه في الفلسفة في التاريخ الحديث من جامعة غوتينغن (في ألمانيا).
كان دي زاياس زميلًا في برنامج فولبرايت في جامعة توبينغن في ألمانيا وزميلًا باحثًا في معهد ماكس بلانك للقانون العام المقارن والقانون الدولي في هايدلبيرغ، ألمانيا. وعمل دي زاياس مع الأمم المتحدة منذ عام 1981 حتى عام 2003 كمحام مع المفوضية السامية للأمم المتحدة لحقوق الإنسان ورئيس محكمة الاستئناف.
منذ عام 1996، كان دي زاياس متزوجًا من كارولينا جولاندا إيديلينبوس، الوطنية الهولندية والموظفة في الأمم المتحدة، وأنجب منها ولدًا، ستيفان (متوفى).

## العمل الأكاديمي
تركز عمل دي زاياس من بين عدة مسائل على الحماية القضائية للشعوب والأقليات. وكتب وحاضر بشكل مكثف حول حقوق الإنسان، بما في ذلك لجنة حقوق الإنسان في الأمم المتحدة والإبادة الجماعية للأرمن والهولوكوست ومراكز الاعتقال التي تديرها الولايات المتحدة الأمريكية في خليج غوانتانامو والتطهير العرقي في يوغسلافيا السابقة، وطرد الألمان شرق الأوروبيين بعد الحرب العالمية الثانية، وغزو تركيا لقبرص في عام 1974 وحقوق الأقليات وحق حرية التعبير وحقوق السكان الأصليين.
في عام 1994، شارك دي زاياس الأستاذ شيريف باسيوني في تأليف كتاب حماية حقوق الإنسان في إدارة العدل الجنائي، الذي نشر من قبل دور نشر عابرة للقوميات.
بالتعاون مع القاضي جيكوب مولر، ألف دي زاياس كتاب قانون لجنة حقوق الإنسان التابع للأمم المتحدة 1977-2008 (2009)، الذي نشر من قبل إن بي إنجل فيرلاغ. وكتب رئيس لجنة حقوق الإنسان، أندرياس مافروماتيس، تقديمًا للكتيب. في مراجعة نشرت من قبل مجلة يو إن سبيشل، كتب المفوض السامي السابق لحقوق الإنسان في الأمم المتحدة بيرتراند رامتشاران: «مذهل مقدار التأثير الذي مارسته لجنة حقوق الإنسان على تشريعات حقوق الإنسان في العالم، وكذلك من المدهش أيضًا عند قراءة هذا الكتاب فائق الأهمية.... أن نجد أنه منذ بداية العمل عليه في عام 1977 كان هناك رائدين في تطوير قانون اللجنة عند نظرهما في الالتماسات من أفراد ادعوا وجود انتهاكات لحقوقهم: جيكوب مولر (من آيسلندا) وألفريد دي زاياس (من الولايات المتحدة). كان مولر أول رئيس لفرع الالتماسات لما يسمى اليوم المفوض السامي لحقوق الإنسان، وكان دي زاياس زميلًا له، وخلفه في خاتمة المطاف كرئيس».
كتب دي زاياس مقالات أكاديمية نشرت في مجلة هارفارد للقانون الدولي ومجلة يو بي سي لو ريفيو ومجلة إنترناشيونال ريفيو أوف ذا ريد كروس ومنتدى القانون الجنائي وفصلية ريفيوجي سورفي ومجلة القانون الدولي في هولندا ومجلة اللجنة الدولية للقضاة ومجلة هيستوريكال ومجلة بوليتيك إنترناشيونال والحولية الألمانية للقانون الدولي وحولية حقوق الإنسان الكندية وفصلية إيست يوروبيان.
وشارك دي زاياس في تأليف وتحرير كتب مثل آليات مراقبة حقوق الإنسان الدولية. ونشر دي زاياس فصولًا في كتاب التطهير العرقي في أوروبا القرن العشرين الذي شارك في تحريره ستيفن فاردي وهونت تولي. في كتاب القانون الإنساني الدولي: المنشأ، الذي حرره جون كاري، كتب دي زاياس فصل «التطهير العرقي، الأعراف السارية، تشريعات صاعدة، حلول قابلة للتطبيق». ونشر فصله «إل كريمين كونترا لا باز» باللغة الإسبانية في كتاب لا ديكلاراسيون دي لواركا سوبري إل ديريشو آ لا باز، الذي حرراه كارمن روزا رويدا كاستانون وكارلوس فيلان دوران.

### طرد الألمان بين عامي 1944 و1950
هناك أعمال موسعة لدي زاياس حول طرد الألمان من مناطق ألمانيا الشرقية وأوروبا الشرقية في نهاية الحرب العالمية الثانية. وقيل إن دي زاياس كان أول مؤرخ أمريكي يتطرق إلى هذه المسألة. وكتبت شبكة الأنباء دويتشي فيله في عام 2007: «كتب دي زاياس أول عمل أكاديمي باللغة الإنجليزية عن الألمان المطرودين، وكسر ما كان لفترة طويلة من بين المحرمات». وكتب الوزير الفيدرالي الألماني هينريش فينديلين في مقدمة كتاب دي زاياس أنميركونغن زور فيرتايبونغ: «يعود الفضل إلى دي زاياس في إعادة فتح الجدال حول طرد الألمان [...] في الفترة اللاحقة استند العديد من المؤلفين على عمل دي زاياس. وبذلك يكون قد قدم مساهمة كبيرة لحقيقة أن النقاش حول المطرودين لم يعد يعتبر من المحرمات». وفقًا لأطروحة الدكتوراه المتعلقة بالدراسة التاريخية لطرد الألمان، «كان دي زاياس واحدًا من أوائل الأكاديميين 'المحترمين' الذين تبنوا قضية المطرودين... ولا يذكر دي زاياس الهولوكوست أو اليهود أو أية أقليات إثنية أخرى عانت تحت حكم النازيين إلا بصورة عابرة». إلا أن البروفسور دوير يشير في مجلة دالهوسي ريفيو الأدبية إلى أن: «دي زاياس لا يتجاهل فظاعة الجرائم التي ارتكبها الألمان خلال مجرى الحرب، ولا ينكر أن الشعور المناهض للألمان كان طبيعيًا وأن العقوبة كان لها ما يبررها، غير أنه يتساءل بالفعل إذا ما كانت مجموعة من الجرائم قد بررت جرائم تالية... وإذا ما كان الانتقام لم يشمل المذنب فحسب بل البريء أيضًا، وإذا ما كان الطرد نفسه جريمة... وفي حين اتخذ موقفًا نقديًا حيال القيادات الغربية، لا يترك دي زاياس مجالًا للشك حول وكلاء الجريمة، القادة السوفييت. لا بد من إكالة المديح على إعادة فتح دي زاياس لهذا البعد المغفل إلى حد كبير من التاريخ الألماني المعاصر». تستشهد أطروحة الدكتوراه لروبيرت براد لعام 1999 في جامعة هيرتفوردشاير، الذاكرة التاريخية لطرد ألمان الإثنية في أوروبا بين عامي 1944 و1947، بدي زاياس 58 مرة وتعلق موافقة على التحليل التاريخي لعدو بوتسدام وانتقام مروع. ويلاحظ أن: «موقع دي زاياس البارز في مفوضية حقوق الإنسان التابعة للأمم المتحدة، وأن مواقفه كمواطن أمريكي (وليس كمواطن ألماني) ومؤهلاته الإنسانية التي ليست محل نقاش، كل ذلك كان يعني أن عمل دي زاياس كان يؤخذ بجدية في ألمانيا وفي أمريكا».
في عام 1975، نشر دي زاياس دراسة في مجلة القانون الدولي في هارفارد وطرح تساؤلات حول شرعية طرد قرابة 15 مليون ألماني من بيوتهم بعد الحرب العالمية الثانية مستندًا إلى ميثاق الأطلسي واتفاقيتي لاهاي لعامي 1899 و1907 ومبادئ نورمبرغ.

#### العدو في بوتسدام
تلا المقال كتابه الأول العدو في بوتسدام (طباعة دار نشر روتليدج، 1977) الذي ركز على مدى مسؤولية حكومتي الولايات المتحدة وبريطانيا، إن كان عليهما أي مسؤولية، عن القرارات التي يبدو أنها أدت إلى طرد أصحاب الإثنية الألمانية هؤلاء. كتبت مقدمة الكتاب من قبل المستشار السياسي لدوايت آيزنهاور، روبرت دانييل مورفي، الذي كان أحد المشاركين في مؤتمر بوتسدام.